# Manbuta rhomboidalis
Manbuta rhomboidalis är en fjärilsart som beskrevs av George Francis Hampson 1926. Manbuta rhomboidalis ingår i släktet Manbuta och familjen nattflyn. Inga underarter finns listade i Catalogue of Life.